# Xã Divernon, Quận Sangamon, Illinois
Xã Divernon (tiếng Anh: Divernon Township) là một xã thuộc quận Sangamon, tiểu bang Illinois, Hoa Kỳ. Năm 2010, dân số của xã này là 1.510 người.